# Oi Hockey Stadium
Oi Hockey Stadium (jap. 大井ホッケー競技場) – stadion do hokeja na trawie w Tokio, stolicy Japonii. Został wybudowany w latach 2017–2019. Może pomieścić 2600 widzów. Będzie główną areną rozgrywek hokeja na trawie podczas Letnich Igrzysk Olimpijskich 2020.
Budowa stadionu rozpoczęła się w grudniu 2017 roku i zakończyła w czerwcu 2019 roku. Obiekt powstał w parku („Oi Central Seaside Park”), na terenie rozległego kompleksu sportowego, który przed Letnimi Igrzyskami Olimpijskimi 2020 zaadaptowano na ośrodek rozgrywania zawodów w hokeja na trawie (zostaną tutaj rozegrane wszystkie mecze, zarówno turnieju mężczyzn, jak i kobiet). Oi Hockey Stadium będzie główną areną tych zawodów, zostanie na nim rozegrana część spotkań fazy grupowej i wszystkie spotkania fazy finałowej. Poza głównym obiektem, w jego otoczeniu przed igrzyskami powstały trzy kolejne boiska do hokeja na trawie, dwa treningowe i jedno (tzw. „South Pitch”, w odróżnieniu od głównej areny, określanej jako „North Pitch”), na którym zostaną rozegrane pozostałe mecze fazy grupowej.